# Nourriture spatiale

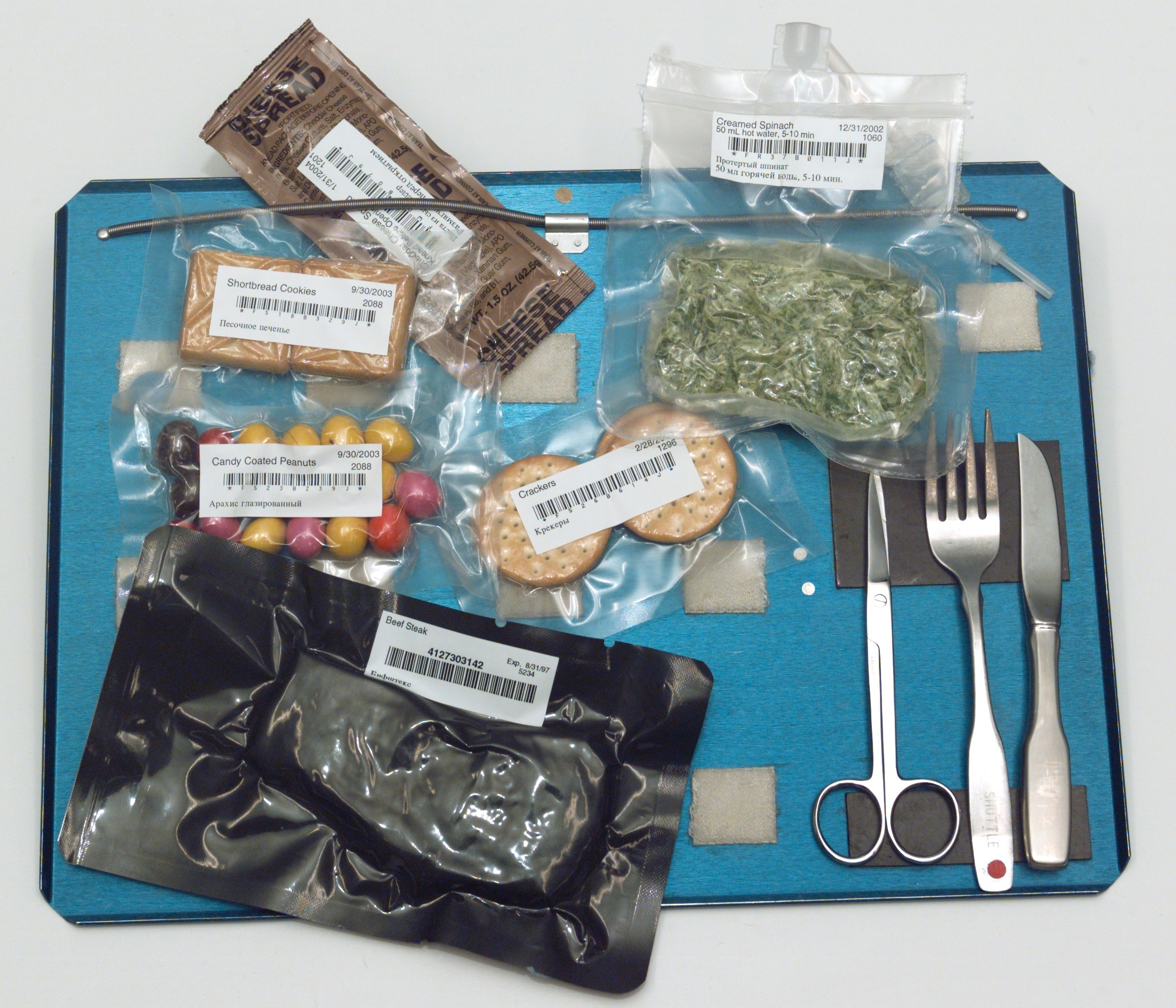

La nourriture  spatiale est un type de produit alimentaire créé et transformé pour être consommé par les astronautes dans l'espace. La nourriture a des exigences particulières en matière d'alimentation équilibrée pour les personnes travaillant dans l'espace, tout en étant facile et sécuritaire à entreposer, à préparer et à consommer dans les environnements en impesanteur remplis de machines de véhicules spatiaux habités. 
La nourriture doit avoir une texture propice à éviter la formation de miettes, celles-ci ne retombant pas pourraient être aspirées dans les voies respiratoires et contamineraient l'environnement du véhicule spatial. Les saveurs se diffusant moins bien en impesanteur, elle doit être légerement épicée  pour stimuler l'appétit. C'est pour cette raison que le sel et le poivre ne sont disponibles que sous forme liquide.
Ces dernières années, les aliments spatiaux ont été utilisés par divers pays participant à des programmes spatiaux comme moyen de partager et de montrer leur identité culturelle et de faciliter la communication interculturelle. Bien que les astronautes consomment une grande variété d'aliments et de boissons dans l'espace, l'idée initiale du Comité de l'homme dans l'espace du Conseil des sciences spatiales en 1963 était de fournir aux astronautes une formule alimentaire qui fournirait toutes les vitamines et les nutriments nécessaires.
Le coût quotidien pour nourrir un astronaute dans la Station spatiale internationale est estimé à 23 000 euros .
Pour la prochaine mission Epsilon qui aura lieu au printemps 2026, le menu de fête a été élaboré par Anne-Sophie Pic .